# Anna Rydlówna
Anna Antonina Rydlówna (ur. 30 października 1884 w Krakowie, zm. 6 marca 1969 tamże) – polska pielęgniarka, pedagog i działaczka społeczna.

## Życiorys

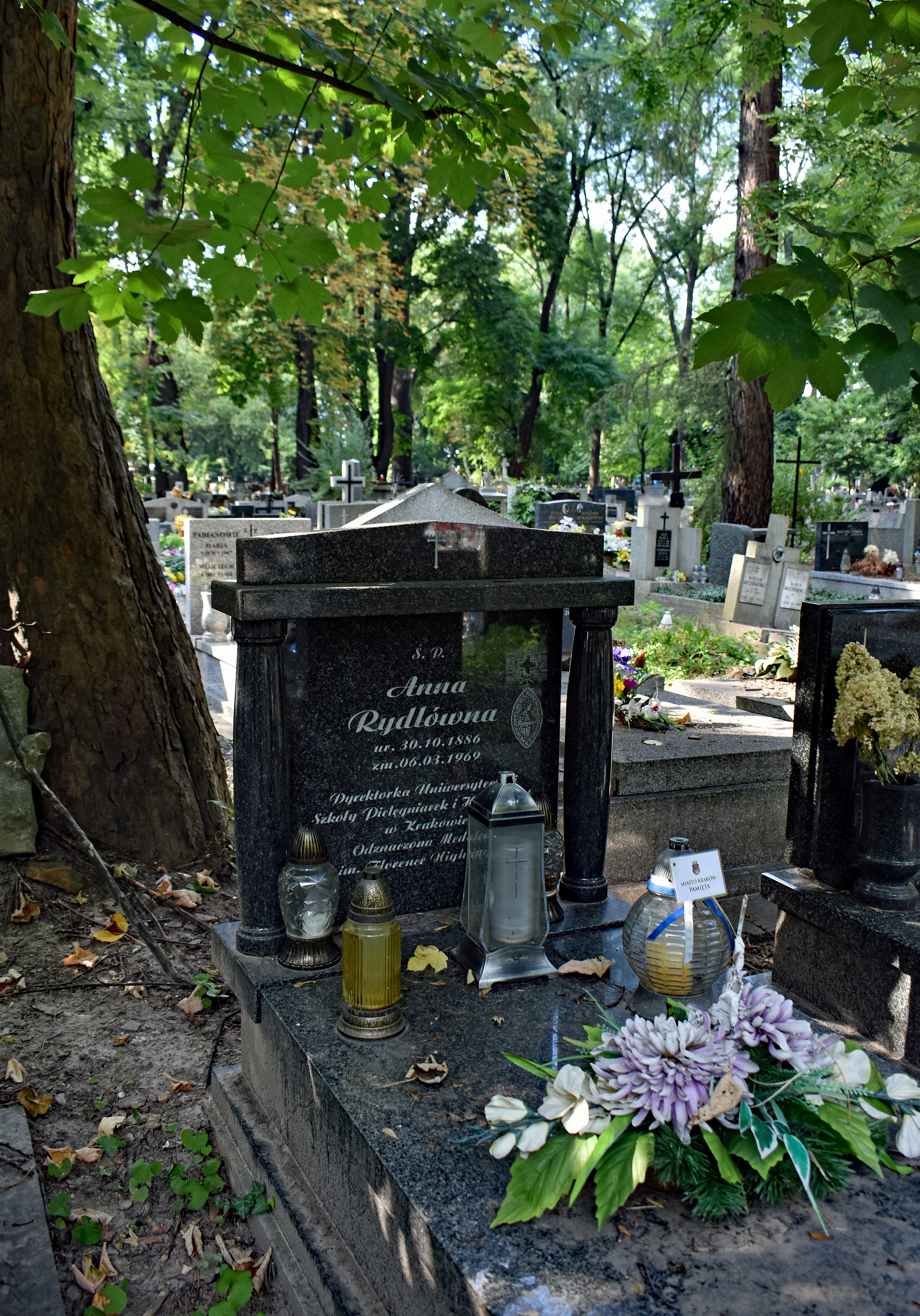
Cmentarz Rakowicki.
Grób Anny Rydlówny.

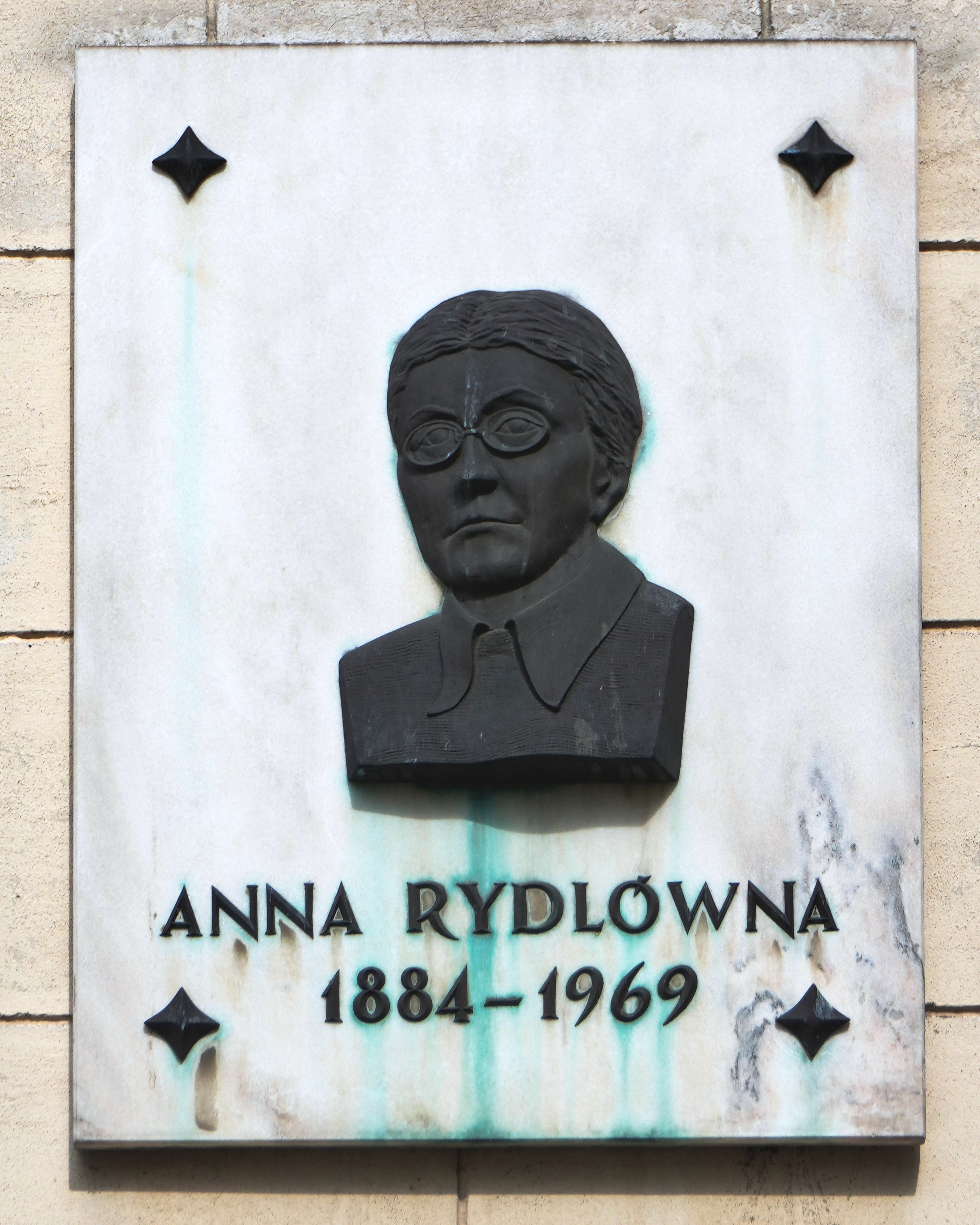
Tablica upamiętniająca Annę Rydlównę w elewacji kamienicy przy ul. Jana Kochanowskiego 7 w Krakowie

Córka Lucjana Rydla – profesora okulistyki i rektora Uniwersytetu Jagiellońskiego, i Heleny z Kremerów. Siostra poety Lucjana Rydla. Stanisław Wyspiański w Weselu przedstawił ją jako Haneczkę. Naukę w zakresie szkoły podstawowej i średniej odbywała w domu. Następnie ukończyła kurs dla kobiet im. Adriana Branickiego (1901–1902) i Szkołę Gospodarstwa Domowego w Kuźnicach, obecnie dzielnicy Zakopanego (1904). W 1909 rozpoczęła działalność społeczną w Stowarzyszeniu Pań Ekonomek im. św. Wincentego à Paulo. Była współorganizatorką ambulatorium chirurgicznego dla ubogich i chorych działającym przy stowarzyszeniu. Brała udział w utworzeniu sali operacyjnej przy ulicy św. Filipa 15 w Krakowie. Dzięki jej pomocy powstał także szpital, a w 1911 Szkoła Pielęgniarek Zawodowych Stowarzyszenia Pań Ekonomek, w której ukończyła wraz z innymi współzałożycielkami pierwszy kurs (1913). W szkole tej Rydlówna była instruktorką klasową i szpitalną oraz kierowniczką internatu.
Podczas I wojny światowej Anna Rydlówna zajmowała się szkoleniem pielęgniarek na potrzeby wojskowe. Pełniła również funkcję pielęgniarki przełożonej w jednym z krakowskich szpitali wojskowych oraz wojskowej stacji opatrunkowo-wypoczynkowej znajdującej się na dworcu kolejowym w Krakowie. Była jedną ze współorganizatorek szpitali epidemicznych, tzw. Książęco-Biskupiego Komitetu (KBK), które powstawały w celu walki z epidemiami.
Następnie Rydlówna przeprowadziła się z Krakowa na prowincję, gdzie pełniła funkcję przełożonej pielęgniarek w szpitalu dla chorych na dur brzuszny i czerwonkę.
Po zamknięciu Szkoły Zawodowej Pielęgniarek jej źródłem utrzymania była prywatna praktyka pielęgniarska (1921–1924). W 1924 Fundacja Rockefellera złożyła jej propozycję rocznego stypendium. Zwrócono się również do niej z propozycją pracy w Uniwersyteckiej Szkole Pielęgniarek. W latach 1924–1925 odbyła szkolenia w Londynie, Filadelfii, Nowym Jorku i Toronto. W latach 1925–1939 pracowała w Uniwersyteckiej Szkole Pielęgniarek, najpierw jako nauczycielka, następnie jako zastępca dyrektora, a od 1930 jako dyrektorka.
W 1934 Fundacja Rockefellera ponownie przyznała jej stypendium, dzięki któremu poznała pracę pielęgniarek psychiatrycznych i dietetycznych w Budapeszcie, Wiedniu, Lyonie, Brukseli, Oslo i Helsinkach.
Po wybuchu II wojny światowej zawieszono działalność Uniwersyteckiej Szkoły Pielęgniarek, jednak niektóre uczennice i pracownice placówki zamieszkały w budynku szkoły i pracowały w krakowskich szpitalach. Gdy Niemcy zajęli budynek, Anna Rydlówna wraz i innymi mieszkankami musiała go opuścić.
W marcu 1945 Rydlówna powołała szkołę pielęgniarsko-położniczą. 1 stycznia 1950 Ministerstwo Zdrowia przejęło średnie szkoły medyczne. Anny Rydlówny nie zaangażowano w żadnej z nich. Przyznano jej emeryturę.
Mimo otrzymanego świadczenia od 1 marca 1950 podjęła pracę w Centralnej Wojewódzkiej Przychodni Wenerologiczno-Dermatologicznej. Pracowała tam najpierw w centralnej kartotece, a potem w pracowni bakteriologicznej. Kolejnym jej stanowiskiem była przełożona pielęgniarek. 1 grudnia 1961 przestała być aktywna zawodowo.
Pod koniec życia opracowała dzieje pielęgniarstwa - za życia jednak nie wydała książki. Maszynopis odnaleziono w zbiorach Polskiego Towarzystwa Pielęgniarskiego i wydano w 2022 r. (redakcja Kazimiery Zahradniczek).
Zmarła w Krakowie. Pochowana na cmentarzu Rakowickim (kwatera XIXB-11-13).

## Ordery i odznaczenia
- Order Sztandaru Pracy 1 klasy (1956)
- Złoty Krzyż Zasługi (28 stycznia 1939)[4]
- Medal Florence Nightingale (1946)[5]